# Maïra Schmitt
Maïra Schmitt, née le 20 octobre 2000, est une actrice française.

## Biographie
Elle est passionnée d'équitation, de théâtre, de danse et de guitare[réf. nécessaire].

### Carrière
En 2017, elle obtient l’un de ses premiers rôles dans le téléfilm Mention particulière de Christophe Campos, aux côtés de Bruno Salomone, Marie Dal Zotto et Hélène de Fougerolles. Cette fiction en deux parties suit le quotidien de Laura, une jeune femme de vingt-et-un ans atteinte de trisomie 21 mais bien décidée à mener une vie normale. Une suite, intitulée Mention particulière : Bienvenue dans l'âge adulte, est diffusée en mai 2021,,.
En 2018, la comédienne intègre la série Léo Mattéï, Brigade des mineurs dans le rôle d'Éloïse Matteï, fille du personnage principal incarné par Jean-Luc Reichmann. Elle participe également à des épisodes d'autres séries, comme Alice Nevers : Le juge est une femme, Capitaine Marleau, Les Petits Meurtres d'Agatha Christie ou La Faute à Rousseau,.
En 2020, elle rejoint le casting du long métrage Slalom de Charlène Favier, sélectionné en compétition officielle au Festival de Cannes 2020. Elle interprète la meilleure amie d'une jeune skieuse, incarnée par Noée Abita, qui bascule sous l'emprise de son entraîneur, joué par Jérémie Rénier, avant d’être victime d’agressions sexuelles,.
Lors du Festival de la fiction TV de La Rochelle 2022, elle obtient le prix de la meilleure interprétation féminine le téléfilm La Vie devant toi, qui est diffusé l'année suivante.
En 2024, elle est à l'affiche de C'est le monde à l'envers ! de Nicolas Vanier, où elle joue la fille d'un couple d'agriculteurs incarnés par Éric Elmosnino et Valérie Bonneton.

## Filmographie
Sauf indication contraire, les informations mentionnées dans cette section peuvent être confirmées par les bases de données cinématographiques IMDb et Allociné,  présentes dans la section « Liens externes ».

### Cinéma
- 2019 : L'Extraordinaire Voyage de Marona (film d'animation) d'Anca Damian : Solange adolescente (voix)
- 2019 : À cause des filles..? de Pascal Thomas : Hélène
- 2020 : Slalom de Charlène Favier : Justine
- 2023 : Le Voyage en pyjama de Pascal Thomas : Hermine
- 2024 : C'est le monde à l'envers ! de Nicolas Vanier : Juliette

#### Court métrage
- 2016 : Je suis connexion dream d'Olivier Schmitt
- 2022 : Un dernier été de Xavier Lacaille : Aurélie

### Télévision

#### Séries télévisées
- 2018 : Les Petits Meurtres d'Agatha Christie, saison 2, épisode Ding Dingue Dong : Adèle Rodier
- 2018 : Alice Nevers : Le juge est une femme, saison 23, épisode La Loi du silence : Gaëlle Maupin
- 2018 - 2024 : Léo Mattéï, Brigade des mineurs : Éloïse Matteï
- 2019 : Cassandre, saison 4, épisode Secret Assassin : Lola Perrin
- 2019 : Capitaine Marleau, saison 3, épisode Veuve mais pas trop : Ariane Turner
- 2021 : La Faute à Rousseau, saison 2, épisodes 1 à 3 : Inès
- 2022 : Les 7 vies de Léa : Romane
- 2024 : Un soupçon (mini-série) de Philippe Dajoux : Louise Dubreuil

#### Téléfilms
- 2017 : Mention particulière de Christophe Campos : Chloé Carmin
- 2018 : La Loi de Marion — Insécurité rapprochée (collection La Loi de...) de Stéphane Kappes : Chloé
- 2019 : Le Canal des secrets de Julien Zidi : Émilie
- 2020 : Les Sandales blanches de Christian Faure : Isabelle
- 2020 : Le Saut du diable d'Abel Ferry : Sara Vilar
- 2021 : Mention particulière : Bienvenue dans l'âge adulte de Cyril Gelblat : Chloé Carmin
- 2022 : Le Saut du diable 2 : le Sentier des loups de Julien Seri : Sara Vilar
- 2023 : La Vie devant toi de Sandrine Veysset : Lisa Le Goff

## Distinction
Sauf indication contraire, les informations mentionnées dans cette section peuvent être confirmées par les bases de données cinématographiques IMDb et Allociné,  présentes dans la section « Liens externes ».
- Festival de la fiction TV de La Rochelle 2022 : meilleure interprétation féminine pour La Vie devant toi[8]